# Miquel Crusafont
Miquel Crusafont i Pairó (Sabadell, 3 oktober 1910 - aldaar, 15 augustus 1983) was een Catalaans paleontoloog, gespecialiseerd in zoogdierbotten. Het prehistorisch zoogdier Crusafontia is naar hem genoemd.
Miquel Crusafont behaalde in 1933 zijn diploma Farmacie aan de Universiteit van Barcelona. Zeventien jaar later, in 1950, behaalde hij zijn doctoraat Natuurwetenschap aan de Universiteit van Madrid en won hij de Premi Extraordinari voor zijn thesis Los jiráfidos fósiles de España. Crusafont werd unaniem verkozen tot hoogleraar Paleontologie aan de Universiteit van Oviedo. Later was hij werkzaam als hoogleraar Antropologie bij de Societatis Iesu in Barcelona.
Zijn belangrijkste werken zijn Los Vertebrados del Mioceno Continental de la cuenca del Vallés-Penedés (1943, in samenwerking met Josep Fernández de Villalta), El Mioceno Continental del Vallès y sus yacimientos de vertebrados (1948, in samenwerking met Josep Fernández de Villalta); El Burdigaliense continental de la cuenca del Vallès-Penedès (1955, in samenwerking met Josep Fernández de Villalta en Jaume Truyols), Estudio Masterométricos en la evolución de los Fisípedos (1957, in samenwerking met Jaume Truyols); La Evolución (1966, in samenwerking met Bermudo Meléndez en Emiliano Aguirre).
In 1969 richtte Miquel Crusafont het Institut Provincial de Paleontologia op, dat sinds 1983 de naam Institut de Paleontologia Miquel Crusafont draagt. Het instituut bevindt zich in het centrum van Sabadell, de geboortestad van Crusafont.